# 요젠인
요젠인(일본어: 瑤泉院 ようぜんいん[*], 엔호 2년 (1674년) ~ 쇼토쿠 4년 6월 3일 (1714년 7월 14일),생년에 대해서는 이설 있음)은 에도 시대 중기의 여성이다. 아코 사건으로 알려진 아코번주 아사노 나가노리의 아내이다. 이름은 아구리 阿久里(あぐり/おくり), 阿久理, 阿久利 라고도 쓰기도 한다.
남편 사후, 출가하여 요젠인(瑤泉院)이라 칭하였다. "요제이인(ようぜいいん)"이라고 읽히는 일이 많지만, 이것은 레이제이가(冷泉家)의 泉 자를 "제이(ぜい)"라고 읽는 법에 따른 버릇(오독)으로, 올바르게 읽는 법은 "요젠인(ようぜんいん)"이다.

## 인물

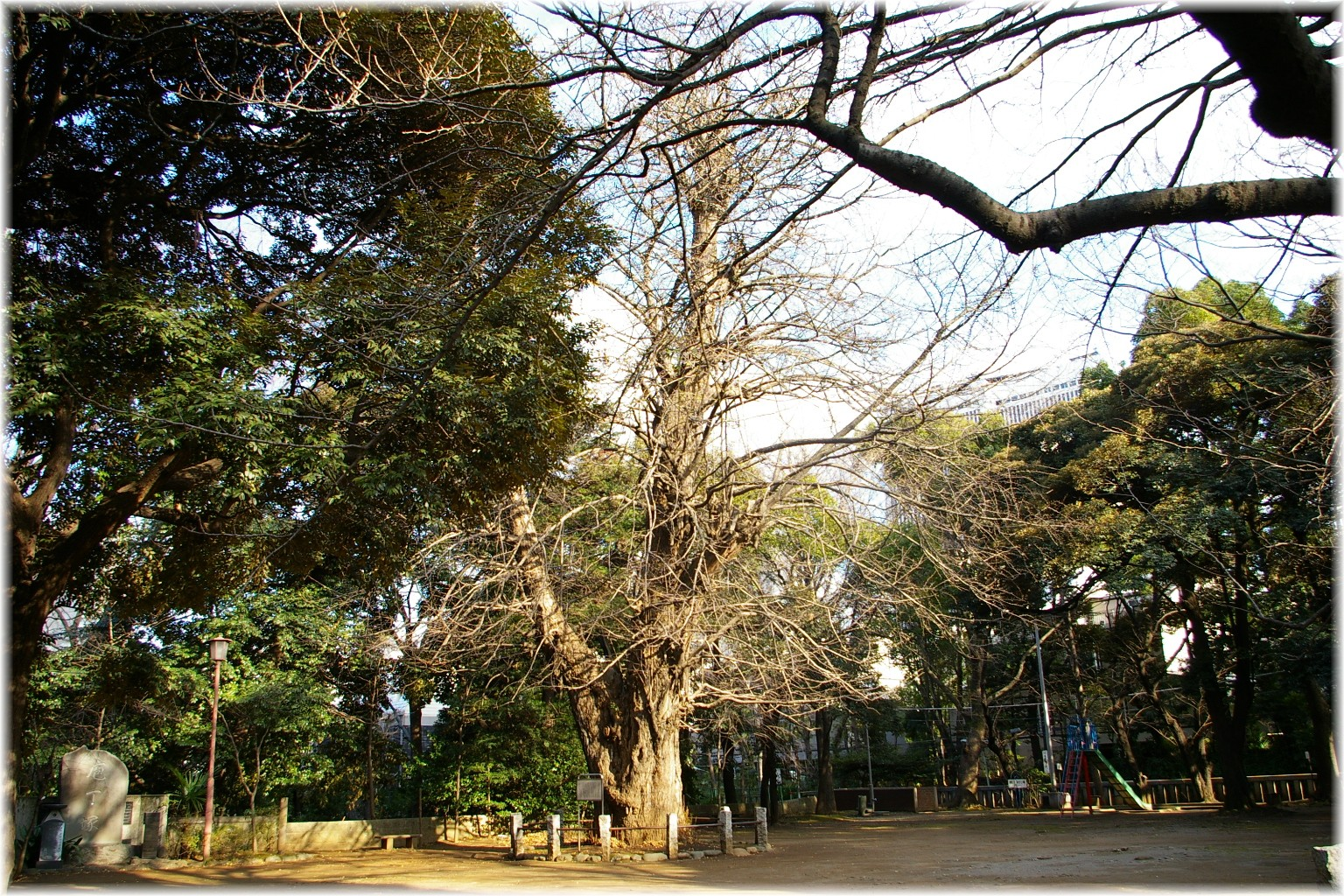
태어난 곳 (현재 히카와 신사)

빈고국 미요시번 초대 번주 아사노 나가하루의 3녀이다. 아버지 사후, 그 뒤를 이은 아사노 나가테루의 양녀가 되었다. 어머니는 아사노 나가시게 (아사노 나가노리의 증조부)의 딸이다. 처음에는 나오히메(尚姫)라고 불렸지만, 후에 쿠리히메(栗姫), 아구리히메(阿久里姫)로 이름을 바꿨다. 미요시번사인 오치아이 카츠노부가 수행원으로 그녀를 양육했다.
태어나자마자 하리마국 아코번주 아사노 나가노리와 결혼이 결정되어, 엔호 5년 9월 (1677년 10월)에 약혼이 성립, 엔호 6년 4월 9일 (1678년 5월 29일)에 혼례를 위해 나가노리의 저택으로 옮겼다. 덴나 3년 정월 (1683년 2월)에 결혼식이 행해져 같은 해 4월 9일 (5월 5일)에 정식으로 나가노리의 정실이 되었다. 자식을 얻지 못해 겐로쿠 8년 12월 (1696년 1월)에 나가노리의 동생 아사노 나가히로를 양자로 삼았다.
그러나 겐로쿠 14년 3월 14일 (1701년 4월 21일), 나가노리가 에도성 안에서 고가 키모이리 키라 요시히사 (코즈케노스케)에게 칼부림을 했고, 에도성 안에서 칼을 뽑았다는 이유로 당일 할복, 아코번은 개역이 된다. 아구리는 16일 아카사카에 있는 친정 미요시 아사노가 시모야시키에 몸을 맡기게 되었고, 출가하여 남편의 보다이를 조성하고 명복을 빌었다.
전 아코번 가로 오오이시 요시오 등이 키라 저택을 습격하기로 결정하자, 요젠인은 자신의 화장료인 아코 염전에서 올라온 운상은을 오오이시에게 건네고, 그들의 생활을 음지에서 지지했다. 키라를 습격하고 난 후, 막부 명령에 의해 할복한 아코 낭사들의 유족들 가운데, 이즈 오오시마에 유배된 요시다 덴나이(吉田伝内), 마세 사다하치(間瀬定八), 나카무라 츄사부로(中村忠三郎), 무라마츠 마사에몬(村松政右衛門)의 사면 운동에도 진력해, 호에이 3년 8월 (1706년 9월), 쇼군 이에츠나의 27회기 법회의 기회로 전년에 병사한 마세를 제외한 3명의 사면을 실현시켰다.
쇼토쿠 4년 (1714년), 미요시 아사노가 시모야시키에서 41세의 나이로 사망하였다. 남편과 같은 에도 타카나와 센가쿠지에 묻혔다. 계명은 요천원전양영정징대자(瑤泉院殿良瑩正澄大姉). 고향인 미요시 호겐지에 요젠인의 공양하는 타카나와 유발탑이 있다.

## 창작에서의 「난부자카유키의 이별」

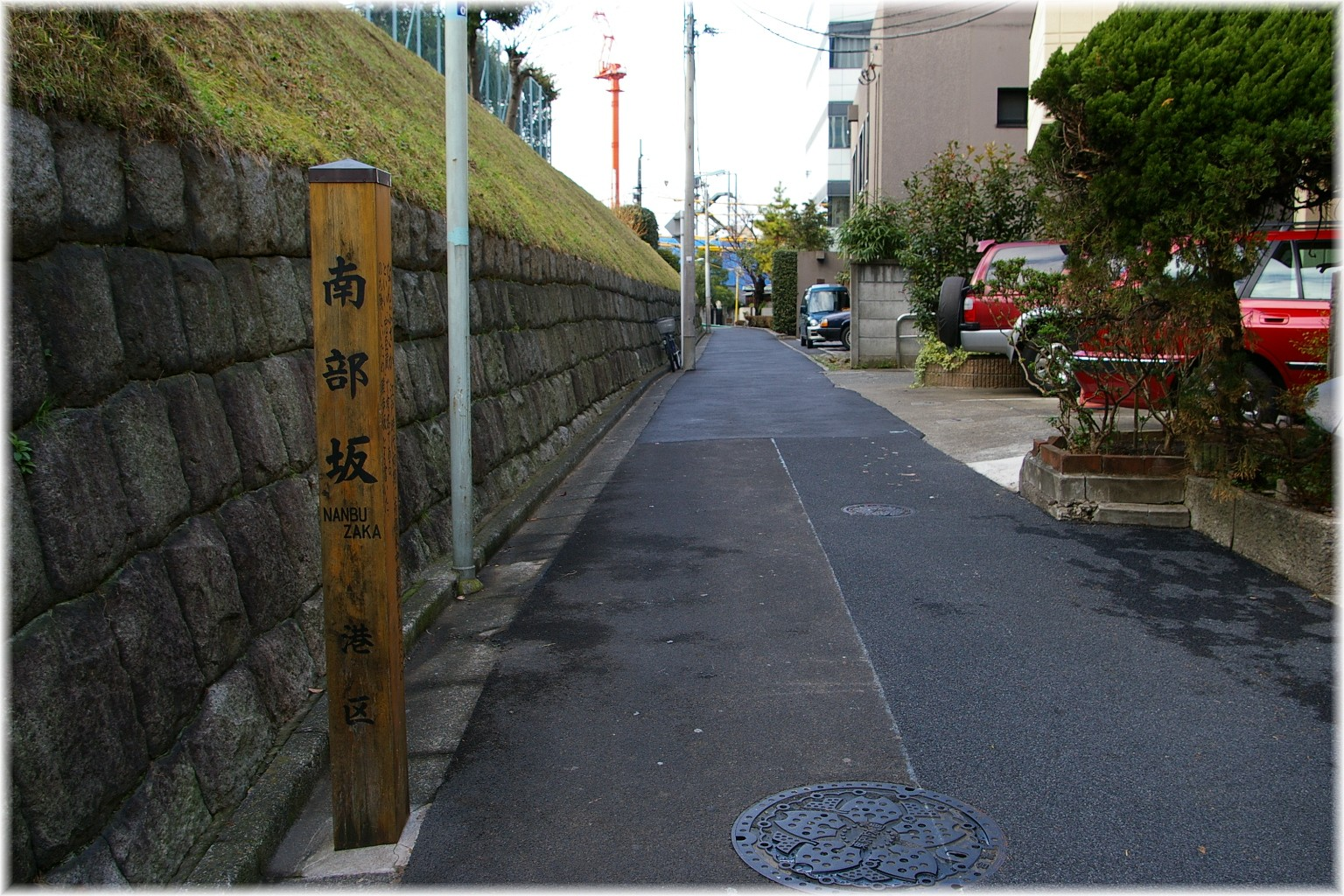
현재의 난부사카

요젠인은 아사노 나가노리의 할복 이후, 친가의 빈고 미요시번 (미요시 아사노가) 저택에 몸을 맡기게 되었지만, 습격 직전에 아코번 가로 오오이시 요시오가 아카사카・난부자카의 요젠인에게 향한다고 하는 「난부자카유키의 이별(南部坂雪の別れ)」은 코단・닌교조루리・가부키 등의 겐로쿠 아코 사건을 소재로 한 창작 작품에 자주 그려지는 씬이지만 사실은 아니다.
아사노가 개역 이후, 오오이시가 요젠인을 배알한 것은 습격하기 훨씬 전인 겐로쿠 14년 11월 14일 (1701년 12월 13일) 단 한번 뿐이었다. 이는 오오이시가 요젠인의 결혼 때 지참금을 아사노가의 가명 재건 및 습격 운동 자금으로 사용하였고, 토벌 직전 그 수지 결산서를 요젠인의 수행원 오치아이 카츠노부에게 제출하였다는 사실에 따른 것이다. 습격 전날 밤에 이 서류들을 오오이시 요시오의 명으로 보낸 사람은 후세에 「의로운 시종(義僕)」이라 불린 치카마츠 유키시게의 가복인 진사부로(甚三郎)이다.

### 역사적 사실에 따른 미요시번 저택의 장소
- 미요시번 번저택은 난부자카에는 없다. 당시 카사마번 (그전에는 모리오카번. 난부자카의 유래) 이래 있었던 난부사카의 다이묘야시키는 빈터가 되어있다.
- 요젠인이 사는 미요시번 아사노가의 번저택은 아카사카 혼히카와자카 (현재 난부자카 정상 부근에서 좌회전해 두번째 고개를 오른 혼히카와자카 동쪽. 동쪽에서부터 난부자카(南部坂), 히카와자카(氷川坂), 혼히카와자카(本氷川坂). 현재의 히카와 신사 뒤쪽에 해당)

## 생년에 관한 이설
요젠인의 생년, 향년에 대해서는 『아코의사사전(赤穂義士事典)』의 「아사노 나가노리 연보(浅野長矩年譜)」, 히라오 코죠 『인간아코낭사(人間赤穂浪士)』, 또한, 요젠인 묘소인 센가쿠지도 향년 41세로, 연호 2년생이 정설로 되어있다.
이에 대해, 아코 오오이시 신사의 궁사를 맡아 아코 의사 연구자이기도 했던 이오 타다시(飯尾精)가 이설을 소개했다. 이오에 따르면, 모든 아사노가의 기록으로, 아사노 종가에 전해지는 「미요시분가제미록(三次分家済美録)」에서는 요젠인은 간분 9년 (1669년) 출생이라고 한다.

이 말이 옳다면, 요젠인은 향년 46세로, 남편 나가노리와는 두살 차이다. 다른 의사 연구 단체 『중앙의사회(中央義士会)』도 이 설을 답습하고 있다.